# Hayward, Wisconsin
Hayward är en stad ("city") i Sawyer County, där orten är residensstad, i delstaten Wisconsin i USA. Invånarna uppmättes 2010 till 2 218 i antalet.
I trakterna avgörs längdskidåkningstävlingen American Birkebeiner.

## Historia
Hayward namngavs efter Anthony Judson Hayward, som hittade en plats att bygga ett sågverk på, och staden växte."

## Kända personer från Hayward
- Sean Duffy, politiker

### Fotnoter
1. ↑  ”Community Facts” (på engelska). American Factfinder. 13 mars 2010. Arkiverad från originalet den 10 december 2014. https://web.archive.org/web/20141210041242/http://factfinder2.census.gov/faces/nav/jsf/pages/community_facts.xhtml. Läst 1 februari 2014.
2. ↑  ”Wisconsin Historical Society, Dictionary of Wisconsin History, Origin of the name Hayward”. Arkiverad från originalet den 4 mars 2016. https://web.archive.org/web/20160304002317/https://www.wisconsinhistory.org/dictionary/index.asp?action=view&term_id=3576&keyword=Hayward. Läst 17 februari 2014.